# ادعاء انتخابي
الادعاء الانتخابي (وليس 'انتحال الشخصية) هو مصطلح يستخدم في القانون لوصف نوع محدد من تزوير الانتخابات حيث يقوم الفرد بالتصويت في الانتخابات، بينما يدعي أنه ناخب آخر.
تسمح العديد من الولايات القضائية للناخبين بترشيح فرد للتصويت نيابة عنهم، في ظروف معينة، وهو ما يعرف باسم التصويت بالوكالة. وبينما يُنظر إلى التصويت بنموذج وكالة غير صالح باعتباره ادعاءً، فمن المعتاد أن يُنظر إلى نية الخداع اللازمة لإتمام مثل هذا الفعل باعتبارها جريمة.

## كندا
يعتبر الادعاء أيضًا جريمة في القانون الجنائي الكندي بالمعنى البسيط لانتحال الشخصية.

## إنجلترا وويلز
انظر القانون الجنائي الإنجليزي#التزوير، والادعاء، والغش